# Aloe cryptopoda
Aloe cryptopoda (blauwbladaloë) is een succulent van het geslacht Aloë. Het is de langstbloeiende (vanaf late herfst/winter) aloe. De kleur van de bloemen varieert van donkerrood tot geel.
... · 
A. aageodonta · 
A. cryptopoda (Blauwbladaloë) · 
A. dichotoma (Kokerboom) · 
A. plicatilis (Waaieraloë) · 
A. rauhii · 
A. vaombe · 
A. vera (Aloë vera) · 
A. zakamisyi · 
...